# Thelairosoma brunnescens
Thelairosoma brunnescens är en tvåvingeart som först beskrevs av Villeneuve 1934.  Thelairosoma brunnescens ingår i släktet Thelairosoma och familjen parasitflugor. Inga underarter finns listade i Catalogue of Life.